# Konstantinos Mavropanos
Konstantinos Mavropanos (tiếng Hy Lạp: Κωνσταντίνος Μαυροπάνος, sinh ngày 11 tháng 12 năm 1997) là một cầu thủ bóng đá chuyên nghiệp người Hy Lạp hiện đang thi đấu ở vị trí trung vệ cho câu lạc bộ West Ham United tại Premier League và Đội tuyển bóng đá quốc gia Hy Lạp.

## Sự nghiệp câu lạc bộ

### Arsenal
Vào ngày 4 tháng 1 năm 2018, Mavropanos ký hợp đồng với câu lạc bộ Arsenal tại Premier League với trị giá 2,1 triệu euro. Vào ngày 15 tháng 1, Mavropanos chơi trọn 90 phút để giúp đội U-23 Arsenal đánh bại đội dự bị của Manchester United với tỷ số 4–0 trên sân nhà. Vào ngày 2 tháng 2, Mavropanos được bổ sung vào đội hình Europa League cho giai đoạn vòng đấu loại trực tiếp. Vào ngày 29 tháng 4, Mavropanos ra mắt tại Premier League trong trận thua 2–1 trước Manchester United tại Old Trafford. Màn trình diễn của anh trong trận đó được cả người hâm mộ và giới chuyên môn khen ngợi. Anh đã ra mắt trong sân nhà trong trận đấu tiếp theo của câu lạc bộ với Burnley. Trận đấu đó cũng là trận sân nhà cuối cùng dưới thời huấn luyện viên Arsène Wenger khi Mavropanos giúp Arsenal giữ sạch lưới lần đầu tiên khi đội thắng 5–0. Anh cũng chơi trận tiếp theo trên sân khách gặp Leicester City nhưng bị đuổi khỏi sân sau 15 phút khi kết thúc mùa giải đầu tiên ở Arsenal.
Vào đầu tháng 10 năm 2018, Mavropanos dính chấn thương háng và phải nghỉ thi đấu đến giữa tháng 12. Vào ngày 15 tháng 1 năm 2019, anh trở lại thi đấu sau gần 4 tháng khi chơi 70 phút trong chiến thắng 5–1 của đội U-23 trước Manchester City. Vào ngày 3 tháng 2 năm 2019, anh có trận ra mắt mùa giải 2018–19 khi vào sân thay cho Shkodran Mustafi trong trận thua 3–1 trên sân khách trước nhà vô địch Manchester City. Vào ngày 12 tháng 5 năm 2019, trong chiến thắng 3–1 trên sân khách trước Burnley vào ngày thi đấu cuối cùng của mùa giải, Mavropanos đá cặp với Shkodran Mustafi ở vị trí trung vệ nhưng được thay thế bởi Laurent Koscielny sau nửa giờ vì chấn thương.

#### Cho mượn tại 1. FC Nürnberg
Vào ngày 13 tháng 1 năm 2020, sau khi vật lộn với thời gian thi đấu tại Arsenal, Mavropanos chuyển đến câu lạc bộ 1. FC Nürnberg dưới dạng cho mượn trong phần còn lại của mùa giải 2019–20 tại 2. Bundesliga. Vụ chuyển nhượng này đã khiến anh lấy lại phong độ khi anh có 3 màn trình diễn xuất sắc liên tiếp khiến anh được khen ngợi bởi hàng thủ Nürnberg. Anh đã giành được giải thưởng Cầu thủ xuất sắc nhất trận liên tiếp trong trận đấu thứ hai và thứ ba cho câu lạc bộ trước khi thực hiện pha cản phá quan trọng trong trận đấu thứ tư. Vào ngày 25 tháng 2 năm 2020, Mavropanos dính chấn thương khi thi đấu với Darmstadt 98 và câu lạc bộ không chắc chắn anh phải vắng mặt bao lâu.

### VfB Stuttgart
Vào ngày 16 tháng 7 năm 2020, Mavropanos ký hợp đồng mới với Arsenal và gia nhập VfB Stuttgart với khoản vay 250.000 euro cho mùa giải 2020–21. Tại Stuttgart, anh gặp lại Sven Mislintat, người ban đầu đã theo dõi và ký hợp đồng với anh cho Arsenal. Vào ngày 3 tháng 10 năm 2020, Mavropanos ra mắt Stuttgart ở Bundesliga trong trận hòa 1–1 với Bayer Leverkusen. Vào ngày 15 tháng 10 năm 2020, Mavropanos dính chấn thương trong trận giao hữu với SC Freiburg và buộc phải phẫu thuật sụn chêm.

### West Ham United
Vào ngày 22 tháng 8 năm 2023, Mavropanos quay trở lại Premier League khi gia nhập câu lạc bộ West Ham United với bản hợp đồng có thời hạn 5 năm với mức phí 25 triệu euro. 10% phí chuyển nhượng được trả cho Arsenal vì đội đã chèn điều khoản bán vào hợp đồng khi Mavropanos được bán vào năm 2022. Anh là cầu thủ người Hy Lạp đầu tiên chơi cho West Ham. Anh ra mắt câu lạc bộ vào ngày 21 tháng 9 trong chiến thắng 3–1 trước TSC Bačka Topola tại Europa League. Vào ngày 28 tháng 12, anh ghi bàn thắng đầu tiên cho West Ham trong chiến thắng 2–0 trên sân khách trước câu lạc bộ cũ Arsenal.

## Sự nghiệp quốc tế
Vào ngày 24 tháng 3 năm 2021, Mavropanos được huấn luyện viên John van 't Schip gọi vào đội tuyển quốc gia Hy Lạp cho vòng loại World Cup 2022 gặp Tây Ban Nha và Gruzia. Vào ngày 28 tháng 3 năm 2021, anh có trận ra mắt đội tuyển quốc gia với tư cách là cầu thủ dự bị trong trận giao hữu với Honduras.
Vào ngày 10 tháng 9 năm 2023, Mavropanos ghi một cú đúp trong chiến thắng 5–0 trước Gibraltar tại vòng loại UEFA Euro 2024 và đó chính là hai bàn thắng đầu tiên của anh cho đội tuyển quốc gia.

## Thống kê sự nghiệp

### Câu lạc bộ
Tính đến 14 tháng 4 năm 2024
| Câu lạc bộ            | Mùa giải            | Giải vô địch        | Giải vô địch | Giải vô địch | Cúp quốc gia | Cúp quốc gia | Cúp Liên đoàn | Cúp Liên đoàn | Châu lục | Châu lục | Khác | Khác | Tổng cộng | Tổng cộng |
| Câu lạc bộ            | Mùa giải            | Hạng đấu            | Trận         | Bàn          | Trận         | Bàn          | Trận          | Bàn           | Trận     | Bàn      | Trận | Bàn  | Trận      | Bàn       |
| --------------------- | ------------------- | ------------------- | ------------ | ------------ | ------------ | ------------ | ------------- | ------------- | -------- | -------- | ---- | ---- | --------- | --------- |
| PAS Giannina          | 2016–17             | Super League Greece | 2            | 0            | 2            | 0            | —             | —             | 0        | 0        | —    | —    | 4         | 0         |
| PAS Giannina          | 2017–18             | Super League Greece | 14           | 3            | 2            | 0            | —             | —             | —        | —        | —    | —    | 16        | 3         |
| PAS Giannina          | Tổng cộng           | Tổng cộng           | 16           | 3            | 4            | 0            | —             | —             | 0        | 0        | —    | —    | 20        | 3         |
| Arsenal               | 2017–18             | Premier League      | 3            | 0            | 0            | 0            | 0             | 0             | 0        | 0        | —    | —    | 3         | 0         |
| Arsenal               | 2018–19             | Premier League      | 4            | 0            | 0            | 0            | 0             | 0             | 0        | 0        | —    | —    | 4         | 0         |
| Arsenal               | 2019–20             | Premier League      | 0            | 0            | 0            | 0            | 0             | 0             | 1        | 0        | —    | —    | 1         | 0         |
| Arsenal               | Tổng cộng           | Tổng cộng           | 7            | 0            | 0            | 0            | 0             | 0             | 1        | 0        | —    | —    | 8         | 0         |
| 1. FC Nürnberg (mượn) | 2019–20             | 2. Bundesliga       | 11           | 0            | 1            | 0            | —             | —             | —        | —        | —    | —    | 12        | 0         |
| VfB Stuttgart (mượn)  | 2020–21             | Bundesliga          | 21           | 0            | 1            | 0            | —             | —             | —        | —        | —    | —    | 22        | 0         |
| VfB Stuttgart (mượn)  | 2021–22             | Bundesliga          | 31           | 4            | 2            | 1            | —             | —             | —        | —        | —    | —    | 33        | 5         |
| VfB Stuttgart         | 2022–23             | Bundesliga          | 28           | 2            | 4            | 0            | —             | —             | —        | —        | 2    | 1    | 34        | 3         |
| VfB Stuttgart         | Tổng cộng           | Tổng cộng           | 80           | 6            | 7            | 1            | —             | —             | —        | —        | 2    | 1    | 89        | 8         |
| West Ham United       | 2023–24             | Premier League      | 18           | 1            | 2            | 0            | 3             | 0             | 9        | 0        | —    | —    | 31        | 1         |
| Tổng cộng sự nghiệp   | Tổng cộng sự nghiệp | Tổng cộng sự nghiệp | 132          | 10           | 13           | 1            | 3             | 0             | 10       | 0        | 2    | 1    | 159       | 9         |

1. ↑  Bao gồm Cúp bóng đá quốc gia Hy Lạp, DFB-Pokal và FA Cup
2. ↑  Bao gồm EFL Cup
3. 1 2  Ra sân tại UEFA Europa League
4. ↑  Ra sân tại Play-off thăng/xuống hạng Giải bóng đá vô địch quốc gia Đức

### Quốc tế
Tính đến 26 tháng 3 năm 2024
| Đội tuyển quốc gia | Năm       | Trận | Bàn |
| ------------------ | --------- | ---- | --- |
| Hy Lạp             | 2021      | 7    | 0   |
| Hy Lạp             | 2022      | 8    | 0   |
| Hy Lạp             | 2023      | 9    | 2   |
| Hy Lạp             | 2024      | 2    | 0   |
| Tổng cộng          | Tổng cộng | 26   | 2   |

Tỷ số và kết quả liệt kê bàn thắng của Hy Lạp được để trước, cột tỷ số cho biết tỷ số sau mỗi bàn thắng của Mavropanos.
| # | Ngày                | Địa điểm                                 | Đối thủ   | Bàn thắng | Kết quả | Giải đấu                 |
| - | ------------------- | ---------------------------------------- | --------- | --------- | ------- | ------------------------ |
| 1 | 11 tháng 9 năm 2023 | Sân vận động Agia Sophia, Athens, Hy Lạp | Gibraltar | 2–0       | 5–0     | Vòng loại UEFA Euro 2024 |
| 2 | 11 tháng 9 năm 2023 | Sân vận động Agia Sophia, Athens, Hy Lạp | Gibraltar | 4–0       | 5–0     | Vòng loại UEFA Euro 2024 |